# Kristi himmelsfärdkatedralen
Kristi himmelsfärdkatedralen (rumänska: Catedrala Înălţarea Domnului) är en rumänsk-ortodox katedral belägen i staden Târgu Mureș i regionen Transsylvanien, i centrala Rumänien. 
Byggnaden är formellt sett inte katedral eftersom den är säte för en ärkepräst och inte en biskop, men brukar benämnas ändå som en katedral.
Katedralen är helgad åt Kristi himmelfärd.

## Historik
Kristi himmelsfärdkatedralen började byggas 1925 och avslutades 1935. Den byggdes på initiativ av ärkeprästen Ștefan Rusu och byggdes efter ritningar av arkitekt Victor Vlad. 

## Katedralen
- Inne i katedralen finns en ikonostas som tillverkades 1934 av Traian Bobletec.
- Väggmålningarna blev färdiga så sent som 1986 på grund av brist på finansiering.
- Katedralens klockor göts i Timișoara i västra Rumänien.
- Byggandet av katedralen kostade 20 miljoner rumänska lei.

## Bilder

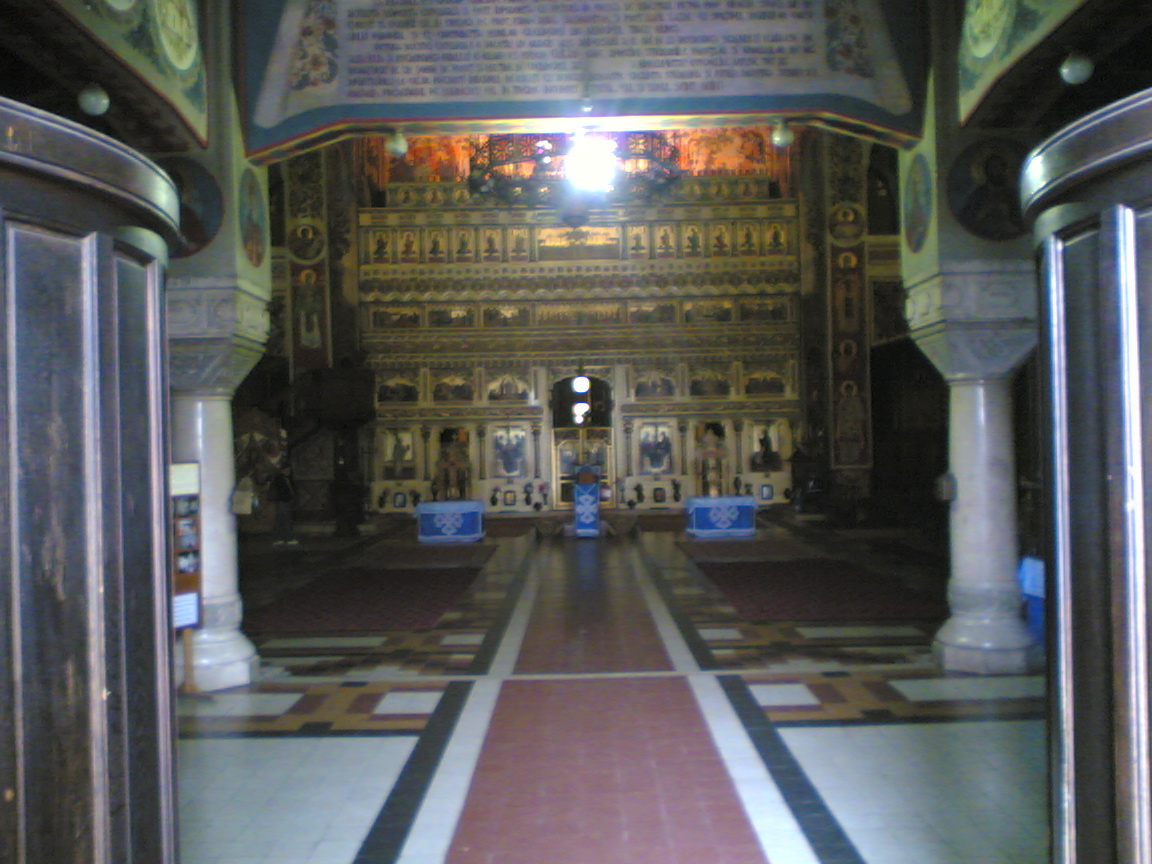
Katedralens interiör mot ikonostasen.
Planritning.
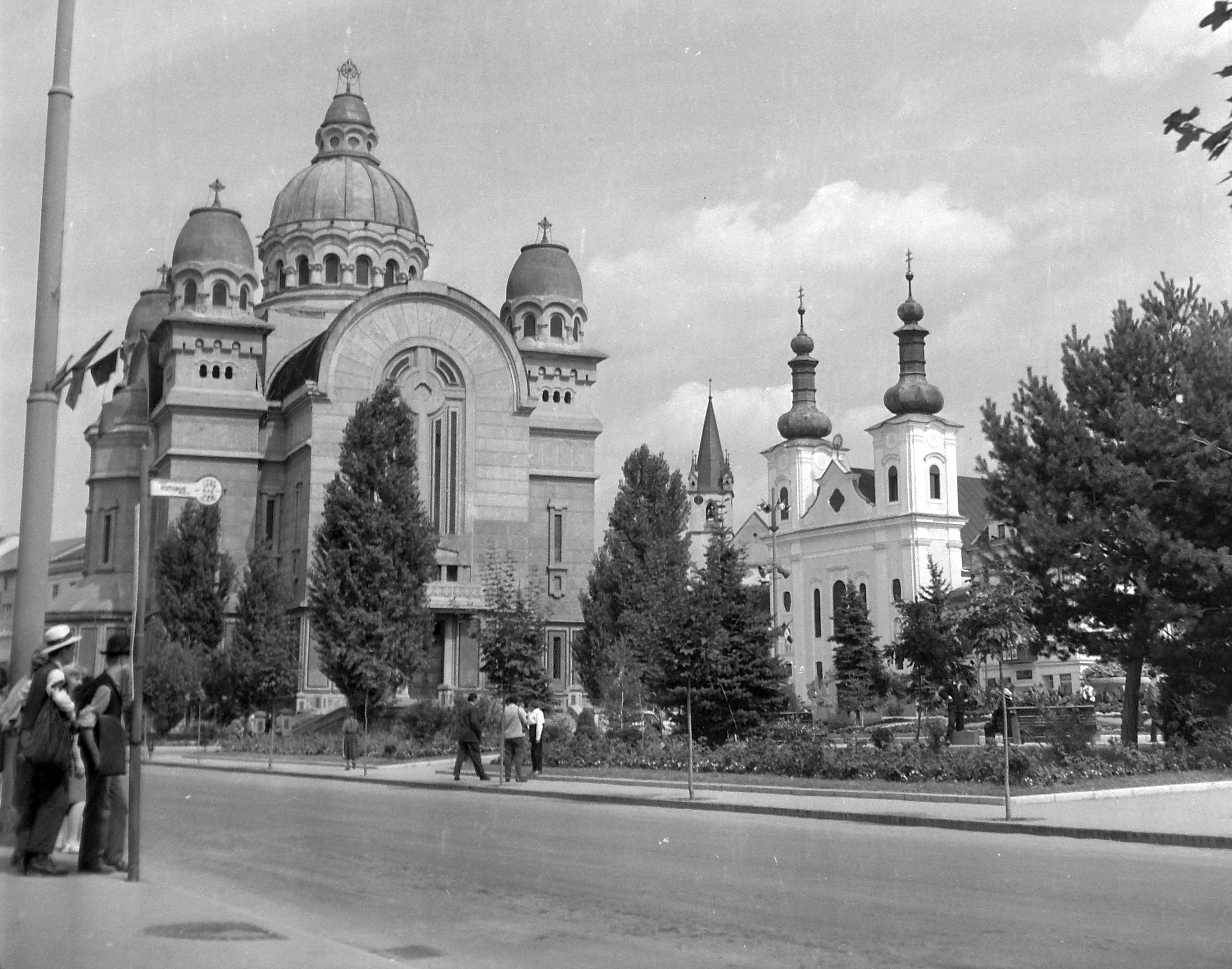
Kristi himmelfärdkatedralen 1961.